# Zimna wojna (film 2012)
Zimna wojna (tytuł oryg. Han Zhan) – hongkoński dramat kryminalny w reżyserii Sunny’ego Luka i Yue-minga Lianga, którego premiera odbyła się 2 października 2012 roku.
Film oraz jego obsada otrzymali osiem nominacji i dwanaście nagród.

## Obsada
Źródło: Filmweb

- Aaron Kwok – Sean Lau
- Tony Leung Ka-fai – M.B. Waise Lee
- Charlie Young – Phoenix Leung
- Andy Lau – Philip Luk
- Aarif Rahman – Billy Cheung
- Peng Yuyan – Joe Lee
- Ma Yili – Michelle Lau
- Chin Ka-lok – Vincent Tsui
- Gordon Lam – Albert Kwong
- Terence Yin – Man To
- Andy On – Michael Shek
- Tony Ho – William Ngai
- Byron Mann – Chan Bin
- Alex Tsui – Mathew Mak
- Michael Wong – York Tsang
- JJ Jia – Janet Tsui
- Grace Huang – May Cheung
- Julius Brian Siswojo – pijany mężczyzna
- Joyce Cheng – M.Y. Shum